# هرمان واینگرتنر
هرمان واینگرتنر (آلمانی: Hermann Weingärtner) ژیمناست زادهٔ ۲۷ اوت ۱۸۶۴ میلادی اهل کشور آلمان است.